# Discografia di Nicola Di Bari
Questa è la lista di tutti i dischi pubblicati dal cantante Nicola Di Bari. 

## Album in studio

### 33 giri
- 1965 Nicola Di Bari (Jolly, LPJ 5041)
- 1970 Nicola Di Bari (RCA Italiana, PSL 10464)
- 1971 Nicola Di Bari (RCA Italiana, PSL 10494)
- 1971 Nicola di Bari canta Luigi Tenco (RCA Italiana, PSL 10520)
- 1972 I giorni dell'arcobaleno (RCA Italiana, PSL 10533)
- 1973 Paese (RCA Italiana, PSL 10571)
- 1973 Un altro Sud (RCA Italiana, DPSL 10597)
- 1973 La colomba di carta (RCA Italiana, TPL1-1043)
- 1974 Ti fa bella l'amore (RCA Italiana, TPL1-1104)
- 1977 Nicola Di Bari (Carosello Records, CLN 25068)
- 1981 Passo dopo passo (Wea, T 58327)
- 1982 L'amore è... (Carosello Records, CLN 25096)
- 1985 Innamorarsi (CBS, 57047)

### Raccolte
- 1976 Un successo dopo l'altro (RCA Lineatre (ristampato in CD nel 1992 con l'aggiunta di alcuni brani)
- 1995 I successi di Nicola Di Bari (Joker) (antologia di brani del periodo Jolly)

### CD
- 1995 Il meglio di Nicola Di Bari (DV More Records, DV 5874; reincisioni dei suoi successi più noti)
- 1999 I più grandi successi (Duck Record; reincisioni dei suoi successi più noti)
- 2001 Un lungo viaggio d'amore (Pull)
- 2014 La mia verità (Planet Records)

## Singoli

### 45 giri
- 1963 Piano... pianino.../Perché te ne vai (Jolly, J 20217)
- 1964 Amore ritorna a casa/Senza motivo (Jolly, J 20229)
- 1964 Non farmi piangere più/Ti tendo le braccia (Jolly, J 20255)
- 1965 Tu non potrai capire/Una cosa di nessuna importanza (Jolly, J 20280)
- 1965 Amici miei/Amo te, solo te (Jolly, J 20282)
- 1965 Piangerò/Il rimpianto (Jolly, J 20294)
- 1965 Un amore vero/Non sai come ti amo (Jolly, J 20331)
- 1966 Lei mi aspetta/Ridi con me (Jolly, J 20346)
- 1966 3000 tamburi/La scommessa (Jolly, J 20358)
- 1966 Ti chiedo in nome dell'amore/La faccia di chi ha perduto (Jolly, J 20381)
- 1967 Guardati alle spalle/Judy (Jolly, J 20406)
- 1967 Se mai ti parlassero di me/Giramondo ((RCA Italiana, PM 3416)
- 1968 Il mondo è grigio, il mondo è blu/Solo ciao (RCA Italiana, PM 3448)
- 1969 Eternamente/La vita e l'amore (RCA Italiana, PM 3488)
- 1970 La prima cosa bella/...e lavorare ((RCA Italiana, PM 3510)
- 1970 Vagabondo/La mia donna (RCA Italiana, PM 3531)
- 1970 Una ragazzina come te/Zapponeta (RCA Italiana, PM 3554)
- 1971 Il cuore è uno zingaro/Agnese (RCA Italiana, PM 3575)
- 1971 Anima/Pioverà pioverà ((RCA Italiana, Pl 1)
- 1971 Un uomo molte cose non le sa/Sogno di primavera (RCA Italiana,, PM 3611)
- 1971 Chitarra suona più piano/Lontano, lontano (RCA Italiana,, PM 3627)
- 1972 I giorni dell'arcobaleno/Era di primavera (RCA Italiana, PM 3639)
- 1972 Occhi chiari/Un minuto... una vita (RCA Italiana, PM 3673)
- 1972 Paese/Qualche cosa di più (RCA Italiana,, PM 3693)
- 1974 Il matto del villaggio/Piccola donna (RCA Italiana, TPBO 1027)
- 1974 Ti fa bella l'amore/Ad esempio a me piace il sud (RCA Italiana, TPBO 1080)
- 1975 Sai che bevo, sai che fumo/Libertà (RCA Italiana, TPBO 1121)
- 1975 Beniamino/Tema di Beniamino (RCA Italiana, TPBO 1150)
- 1976 La più bella del mondo/Anna perché (Carosello Records, Cl 20415)
- 1976 E ti amavo/Momento (Carosello Records, Cl 20435)
- 1977 Lei, mia/Favole (Carosello Records, Cl 20450)
- 1979 Chiara/Partire perché (Vip, 10205)
- 1982 Innamorati noi/Solamente una vez (Carosello Records, Cl 20510)
- 1983 Vorrei/Sono triste (Polydor, 815 409-7)